# Baba Sy
Pour les articles homonymes, voir Sy.
Baba Sy, né vers 1935 et mort le 20 août 1978 dans un accident de la route à Dakar, est un joueur sénégalais de dames, grand maître international et champion du monde entre 1963 et 1964.

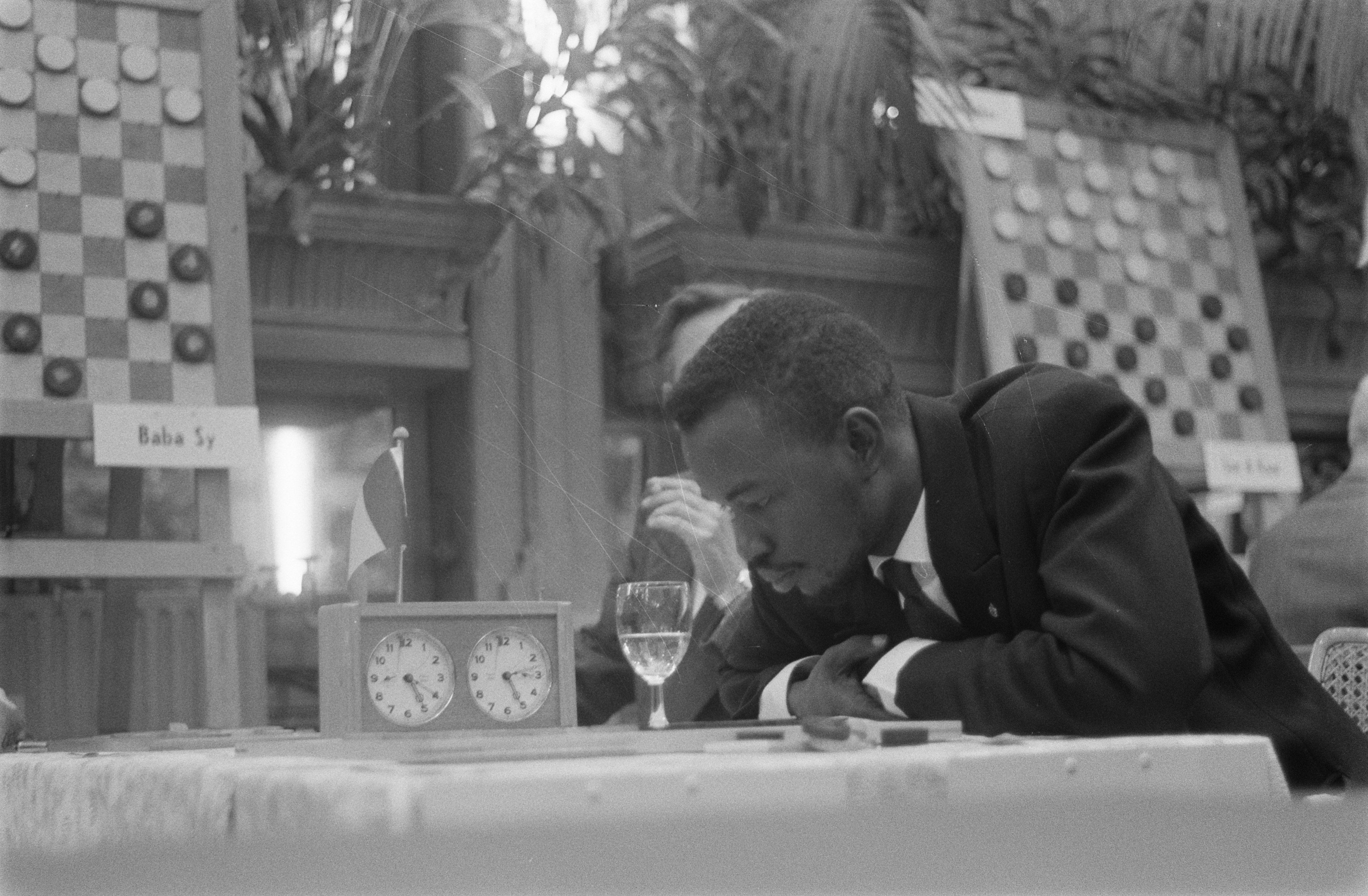
Baba Sy en octobre 1960 à Amsterdam lors du championnat du monde qu’il termine deuxième.

## Biographie
Baba Sy est découvert par Émile Biscons, fonctionnaire à Dakar, en 1959. La même année, Sy remporte le premier grand tournoi d’importance auquel il participe, le championnat de France (le Sénégal ne trouve son indépendance qu’en 1960), et il devient vice-champion du monde dès 1960 en terminant juste derrière le Soviétique Viatcheslav Chtchogoliev qui remporte son premier titre.
Le titre de champion du monde de dames se joue alors (entre le milieu des années 1950 et le milieu des années 1970) sur le rythme de tournois auxquels prennent part de nombreux joueurs, le vainqueur du tournoi devient (ou reste) champion du monde, intercalés de deux championnats du monde sous forme de match entre deux joueurs, le champion en titre et son challenger. Le championnat du monde 1960 était un championnat du monde sous forme de tournoi. En 1961, lors d’un match, Viatcheslav Chtchogoliev perd son titre face à son compatriote Iser Kuperman. Après ce match, Sy remporte le Challenge mondial à Liège et doit alors, comme challenger, affronter le champion du monde Iser Kuperman lors d’un match que doit organiser la fédération soviétique en 1963. Ce match sera annulé. Puis en 1964, Sy ne termine que troisième (derrière Chtchogoliev, vainqueur, et Kuperman) du championnat du monde suivant, joué sous forme de tournoi. Par la suite, Baba Sy, gêné par des problèmes de santé, une hypertension artérielle qui le force parfois à abandonner des parties, ne retrouvera jamais son niveau.
En 1962, Baba Sy participe en Allemagne a une partie géante où il est opposé à 150 adversaires qu'il bat simultanément en parcourant les tables où ils étaient alignés. Il y réussit d'ailleurs une performance rare en réalisant « le coup Raphaël », considéré comme la plus belle combinaison de la partie classique du jeu de dames. 
Baba Sy meurt au Sénégal en 1978 dans un accident de voiture.
En 1984, lors de l’assemblée générale de la Fédération mondiale du jeu de dames (FMJD) à Dakar, après des révélations de Kuperman, il est prouvé que la fédération soviétique est responsable de l’annulation du match Kuperman-Sy qui devait être joué en 1963 et qui aurait peut-être permis à Baba Sy de remporter sportivement le titre de champion du monde. En 1986, lors de l’assemblée générale à Groningue, après des réclamations de la fédération sénégalaise et des tractations entre les fédérations soviétique, sénégalaise et internationale, Baba Sy est officiellement établi comme champion du monde 1963 mais pas en lieu et en place d’Iser Kuperman mais en partageant le titre sur la période 1963-1964 (jusqu’au tournoi de 1964).

## Palmarès

### Championnats du monde
- Champion du monde de dames sur la période 1963-1964 (déclaré comme tel à titre posthume[3] en 1986), titre partagé avec Iser Kuperman[4]
- Vice-champion du monde de dames en 1960 (à Amsterdam)
- 3e du championnat du monde de dames en 1964 (à Merano)
- 6e ex æquo du championnat du monde de dames en 1972 (à Hengelo)

### Autres tournois
- Champion de France de dames en 1959 (à Châtellerault)
- Vainqueur du Tournoi international de dames de Yalta en 1961
- Vainqueur du Challenge mondial de dames (à Liège) en 1962